# Black Forest Games
Black Forest Games ist ein deutscher Spieleentwickler aus Offenburg. Das Unternehmen ging 2012 aus der Insolvenz des deutschen Entwicklerstudios Spellbound Entertainment hervor. Seit August 2017 ist es eine Tochtergesellschaft von THQ Nordic.

## Geschichte
Nach der Veröffentlichung von Arcania: Fall of Setarrif im Jahr 2011 ging Spellbound Entertainment in Insolvenz. Von den Kernmitgliedern und dem Management um Andreas Speer und Adrian Goersch wurde Black Forest Games gegründet. Das Unternehmen entstand aus einer Tochtergesellschaft der Spellbound AG und übernahm mehrere Spellbound-Assets und Marken. Statt wie bisher Auftragsarbeiten und Großprojekte für Publisher zu entwickeln, wollte das Studio kleinere Projekte verfolgen und digital selbst vermarkten. Insgesamt 40 der ehemaligen 65 Mitglieder aus der Spellbound-Mannschaft wurden Teil von Black Forest Games.
Im Juli 2012 startete Black Forest Games auf Kickstarter.com eine Kampagne für Project Giana, eine neue Folge von The Great Giana Sisters mit dem vorläufigen Titel „Project Giana is the grandchild of The Great Giana Sisters“. Das Spiel enthält Musik von Chris Hülsbeck, dem Komponisten der Great Giana Sisters, und der schwedischen ‚SID Metal‘-Band Machinae Supremacy. Giana Sisters: Twisted Dreams wurde am 23. Oktober 2012 für den PC veröffentlicht und später für Xbox Live Arcade, PlayStation Network und Nintendo eShop und erhielt beim Deutschen Entwicklerpreis 2012 eine Auszeichnung in der Kategorie Bester Sound sowie im Folgejahr für die Erweiterung Giana Sisters: Twisted Dreams – Rise of the Owlverlord die Auszeichnung als Bestes Jugendspiel. Ebenfalls 2013 erhielt es den Kindersoftwarepreis TOMMI als bestes PC-Spiel. Beim Deutschen Computerspielpreis 2013 erhielt Giana Sisters: Twisted Dreams eine Nominierung in der Kategorie Bestes Kinderspiel (Gewinner: The Great Jitters: Pudding Panic). 2015 wurden zwei weitere Titel der Reihe veröffentlicht, das Multiplayer-orientierte Plattformspiel Giana Sisters: Dream Runners und Giana Sisters 2D, ein HD-Remake des Nintendo-DS-Spiels Giana Sisters DS.
Bereits 2010 stellte Spellbound auf der Game Developers Conference in San Francisco ein Projekt namens Ravensdale vor, an dem das Studio intern seit 2007 gearbeitet hatte. Das Projekt durchlief mehrere Iterationen und Konzeptänderungen. Ein erster Versuch des Crowdfundings über Kickstarter im Jahr 2013 blieb jedoch erfolglos und das Spiel wurde zunächst wieder auf Eis gelegt. In einem zweiten Versuch Anfang 2014 wurde das Spiel unter dem Titel DieselStormers erfolgreich finanziert und ging im Juli 2014 in den Steam-Early-Access. Aufgrund einer Markenrechtsklage des Modelabels Diesel S.p.A musste Black Forest Games den Titel jedoch in Rogue Stormers ändern.
Im August 2017 übernahm THQ Nordic das Studio. Bei den Game Awards im Dezember 2017 kündigte das Studio die Entwicklung seines nächsten Titels Fade to Silence an, ein Survival-Rollenspiel in einer größtenteils schneebedeckten Welt, bei dem der Spieler Ressourcen sammeln, eine Zuflucht suchen und andere als Anhänger gewinnen muss, um zu überleben. Das Spiel ging am 14. Dezember 2017 in die Early-Access-Phase, welche es am 30. April 2019 verließ. Daneben portierte das Studio 2018 das Action-Rollenspiel Titan Quest für die Konsolen PlayStation 4, Xbox One und Switch.

## Veröffentlichte Spiele
- 2012: Giana Sisters: Twisted Dreams
- 2014: Rogue Stormers
- 2015: Giana Sisters: Dream Runners
- 2015: Giana Sisters 2D
- 2017: Bubsy: The Woolies Strike Back
- 2018: Titan Quest: Anniversary Edition (Konsolenportierung)
- 2019: Fade to Silence
- 2020: Destroy All Humans!
- 2022: Destroy All Humans! 2 – Reprobed